# Cora klenei
Cora klenei är en trollsländeart som beskrevs av Karsch 1891. Cora klenei ingår i släktet Cora och familjen Polythoridae. Inga underarter finns listade i Catalogue of Life.